# NML Cygni
NML Cygni, také známá jako V1489 Cygni, je červený hyperobr v souhvězdí Labutě. Jedná se o jednu z největších známých hvězd a také jednu z nejzářivějších hvězd v Mléčné dráze. Její poloměr je přibližně 1 640–2 770krát větší než Slunce. Hvězda je vzdálená přibližně 5 250 světelných let od Země a nachází se na okraji hvězdné asociace Cygnus OB2.

## Objev a název
Hvězda NML Cygni byla objevena v roce 1965 americkými astronomy Neugebauerem, Martzem a Leightonem, kteří zaznamenali její mimořádně červenou barvu odpovídající nízké povrchové teplotě. Název „NML“ vznikl z iniciál jmen objevitelů.

## Fyzikální charakteristiky
NML Cygni je červený hyperobr s extrémně nízkou povrchovou teplotou (2 500–3 250 K) a vysokou svítivostí (270 000 L☉). Její průměr byl odhadnut na 1 640–2 770 R☉, což by znamenalo, že pokud by byla umístěna do středu Sluneční soustavy, její povrch by dosáhl až za oběžnou dráhu Jupitera.
Hvězda vykazuje vysokou míru ztráty hmoty (až 4,8×10−4 sluneční hmotnost za rok), což přispívá k tvorbě rozsáhlého prachového obalu a asymetrické mlhoviny.

### Asociace Cygnus OB2
NML Cygni se nachází na okraji hvězdné asociace Cygnus OB2, jedné z největších asociací masivních hvězd v Mléčné dráze. Tato asociace obsahuje několik stovek masivních hvězd, jejichž ultrafialové záření a hvězdné větry ovlivňují okolní prostředí.

### Porovnání s jinými hyperobry
NML Cygni patří mezi největší známé hvězdy, ale podobné rozměry mají například:
| Hvězda           | Poloměr (R☉) | Vzdálenost (světelné roky) | Svítivost (L☉) |
| ---------------- | ------------ | -------------------------- | -------------- |
| UY Scuti         | 1 700        | 9 500                      | 340 000        |
| VY Canis Majoris | 1 420        | 3 900                      | 270 000        |
| Stephenson 2-18  | 2 150        | 19 570                     | 440 000        |

## Význam
NML Cygni je důležitým objektem pro studium evoluce masivních hvězd a jejich interakce s okolním prostředím. Její radiální ztráty hmoty a složení prachového obalu poskytují jedinečný pohled na fázi vývoje červených hyperobrů.